# Federazione calcistica della Finlandia
Suomen Palloliitto (in svedese Finlands Bollförbund), o SPL/FBF, è l'organismo di governo del calcio in Finlandia.
Fondato nel 1907, ha sede a Helsinki.
Le formazioni di club e la nazionale di calcio finlandesi partecipano alle competizioni continentali della UEFA (a cui è affiliata dal 1954) e la federazione è affiliata alla FIFA sin dal 1908.
La stagione di campionato, la cui prima edizione si tenne nel 1908, si svolge da aprile a ottobre.